# Iglesia fortaleza
Una iglesia fortaleza (en alemán: Kirchenburg) es un tipo particular de iglesia que añade a su función religiosa una de retirada y posición defensiva para la población local, similar a un castillo refugio. Una iglesia fortaleza implica que está rodeada por sus propias fortificaciones, como murallas y torres defensivas. Por contra, una iglesia con elementos defensivos simples, como almenas o troneras en el propio edificio, se conoce como iglesia fortificada.

## Historia arquitectónica

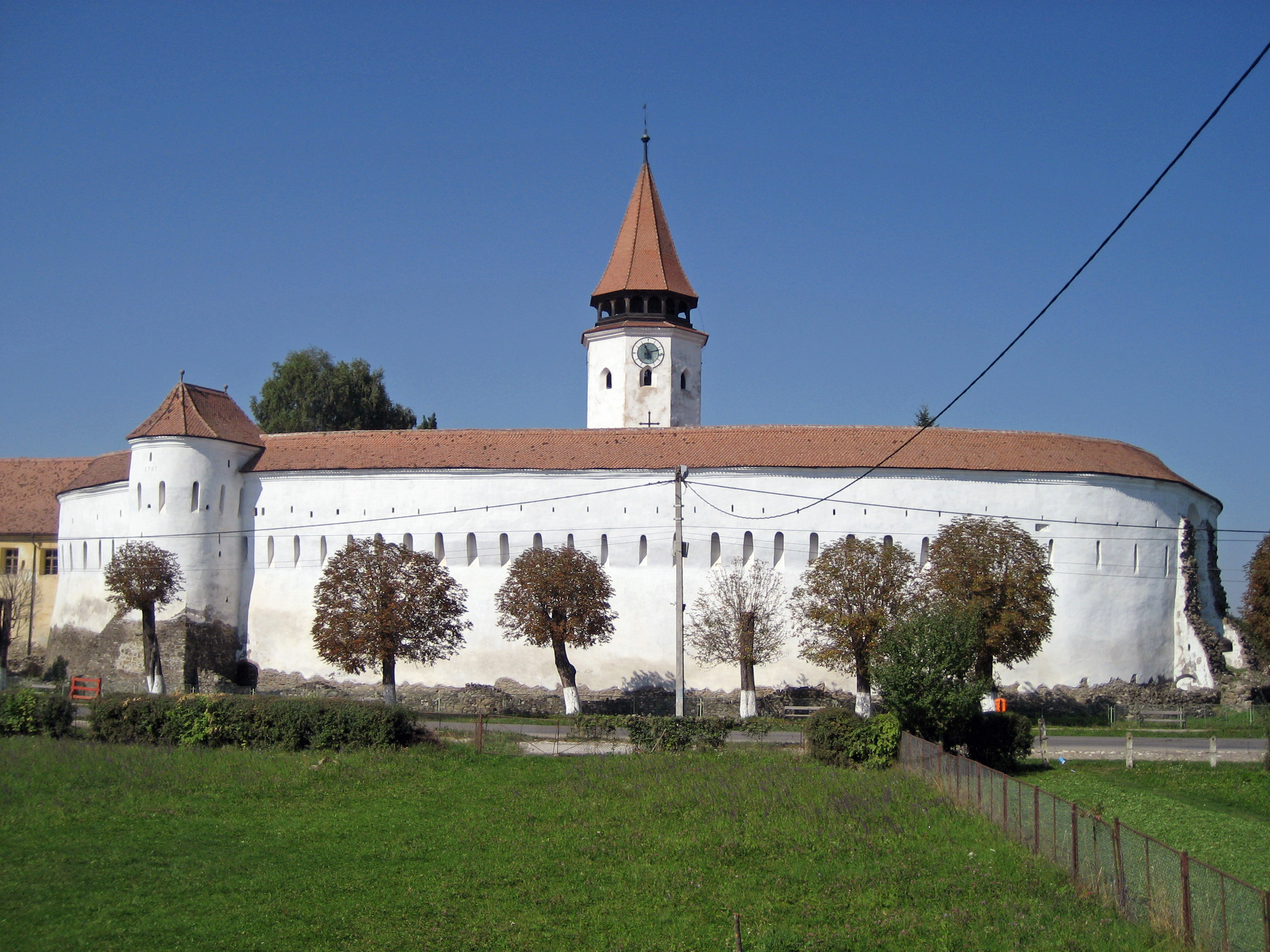
Iglesia fortificada de Prejmer, Romania.

La iglesia está rodeada por una muralla, que está equipada con torres defensivas y adarve (a veces con gaden, en Suiza y Alemania meridional). Una iglesia fortaleza es una combinación de una iglesia fortificada, cuyas murallas defensivas son exclusivamente los muros de la iglesia, con un recinto fortificado alrededor de un patio en el que hay otros edificios. Mientras una iglesia fortificada (Wehrkirche) es un solo edificio, un Kirchenburg es un complejo de edificios. Los términos son usados en ocasiones como sinónimos, erróneamente.
En la Alta Edad Media, muchas de las sedes episcopales tempranas, especialmente en las áreas recién cristianizadas como el ducado de Sajonia, fueron designadas como iglesias fortaleza, conocidas en estos casos como Domburg ("catedral fortaleza").
Las iglesias fortaleza se suelen encontrar en regiones históricamente fronterizas como Franconia, Baja Austria, Carintia, Estiria, la marca de Carniola o Transilvania. También se construyeron en el sur de Francia para protegerse de los piratas sarracenos. En Italia son más comunes los pueblos fortificados. Desde el siglo XII se construyeron más de un centenar de iglesias fortaleza en el área de asentamiento de la Transilvania sajona, en la actual Rumanía, siete de las cuales han sido declaradas Patrimonio de la Humanidad por la UNESCO en 1993 y 1999 (Birthälm/Biertan, Kelling/Câlnic,  Wurmloch/Valea Viilor, Dersch/Dârjiu, Deutsch-Weißkirch/Viscri, Keisd/Saschiz y Tartlau/Prejmer). Fueron construidas para defenderse de las recurrentes invasiones otomanas.
Muchas de las edificaciones de este tipo que se han preservado hasta la actualidad fueron construidas en el siglo XV. Los campesinos, al contrario que los habitantes de un burgo, no tenían recursos para construir defensas significativas alrededor del pueblo, pero estaban expuestos también a los conflictos armados de sus señores, a los saqueos y razias, así como a bandas de saqueadores más o menos organizadas. La iglesia era a menudo el único edificio de piedra y el mejor lugar para defenderse, por lo que comenzarían a surgir los diferentes modelos, desde el cementerio fortificado (Wehrfriedhof), pasando por la iglesia fortificada simple (Wehrkirche) hasta la iglesia fortaleza (Kirchenburg). Especialmente en Franconia, las iglesias están rodeadas de gaden que se usaban como almacenes, lo que hacía posible el resistir un asedio que se prolongara.
Las iglesias fortaleza del norte de Alemania no se han preservado, quizá por la reutilización de la piedra de los anillos murarios desmantelados alrededor de las iglesias en otras construcciones en periodos de escasez de este material de construcción. La única que ha sobrevivido en la zona de la costa alemana es la Dionysiuskirche de Wulsdorf (Bremerhaven) que tuvo unas murallas de 3,60 m de altura.

## Ejemplos

### Alemania
En el estado de Baden-Württemberg sobreviven muchos ejemplos de este tipo de construcciones. En el landkreis Alb-Danubio, destacan las de Altheim, Göttingen, Holzkirch, Hörvelsingen, Laichingen, Langenau y Öllingen. En el de Böblingen, las de Aidlingen, Döffingen, Gärtringen, Hausen an der Würm, Hildrizhausen, Kayh, Kuppingen, Magstadt, Maichingen, Merklingen, Nufringen y Weissach. En el de Enz, Dietlingen, Dürrmenz, Dürrn, Ellmendingen, Großglattbach, Illingen, Iptingen, Kieselbronn, Lienzingen, Neuhausen, Schützingen. En el de Heilbronn, las de Brettach, Dürrenzimmern, Hausen an der Zaber, Lauffen, Sülzbach, Schwaigern y Siglingen. En el Ludwigsburg, las de Affalterbach, Aldingen, Beihingen, Eglosheim, Gerlingen, Ingersheim (Neckar)Großingersheim, Großsachsenheim, Kleinsachsenheim, Marbach am Neckar, Möglingen, Pleidelsheim, Schwieberdingen y Tamm. En el de Meno-Tauber, las de Angeltürn, Dertingen, Eichel, Finsterlohr, Königshofen, Külsheim, Lauda, Markelsheim, Niederstetten, Oberschüpf, Oberstetten, Iglesia de san Martín, Rinderfeld, Schäftersheim, Jakobskirche, Wachbach, Waldenhausen, Wermutshausen, Wildentierbach. En el de Tuttlingen, la de Emmingen.
En el estado de Baviera, en el distrito de Ansbach destacan las de Aufkirchen, Burgbernheim, Dombühl, Gebsattel, Großlellenfeld, Halsbach, Lehrberg, Mosbach y Neunstetten. En el Bad Kissingen, las de Diebach y Fuchsstadt. En el de Bayreuth, la de Gesees. En el de Cham, las de Eschlkam, Bad Kötzting y Heiligen Blut. En el de Eichstätt, la de Kinding. En el de Erlangen-Höchstadt, la de Hannberg. En el de Forchheim, las de Effeltrich y Hetzles. En el de Haßberge, la de Aidhausen. En el de Kitzingen, las de Abtswind, Eichfeld, Hüttenheim, Iffigheim, Kleinlangheim, Krautheim, Einersheim, Markt Herrnsheim, Marktsteft, Mönchsondheim, Nenzenheim, Segnitz, Stadelschwarzach, Tiefenstockheim, Wiesenbronn y Willanzheim. En el de Kulmbach, la de Grafengehaig. En el de Main-Spessart, las de Aschfeld y Stetten. En el de Miltenberg, la de Kleinheubach. En el de Neustadt an der Aisch-Bad Windsheim, la de Burgbernheim. En el de Passau, la de Kößlarn. En el de Rhön-Grabfeld, las de Althausen, Heustreu, Hollstadt, Mittelstreu, Nordheim vor der Rhön, Oberstreu, Ostheim, Serrfeld, Stockheim, Unsleben y Wülfershausen. En el de Schweinfurt, las de  Donnersdorf, Euerbach, Geldersheim, Gochsheim, Schleerieth, Schnackenwerth,  Schwanfeld y Zeilitzheim. En el de Weißenburg-Gunzenhausen, la de Cronheim. En el de Würzburg, la de Goßmannsdorf. En el de la ciudad de Núremberg, la de Kraftshof.
En el estado de Baja Sajonia, en el distrito de Osnabrück cabe mencionar la iglesia fortaleza de Ankum.
En el estado de Turingia, destacan, en el distrito de Wartburg, las de Berka/Werra y Ettenhausen an der Suhl, y en el de Schmalkalden-Meiningen, las de Schwallungen, Utendorf y Walldorf.
En el estado de Sajonia, en el distrito de Görlitz, cabe mencionar la iglesia fortificada de Horka.

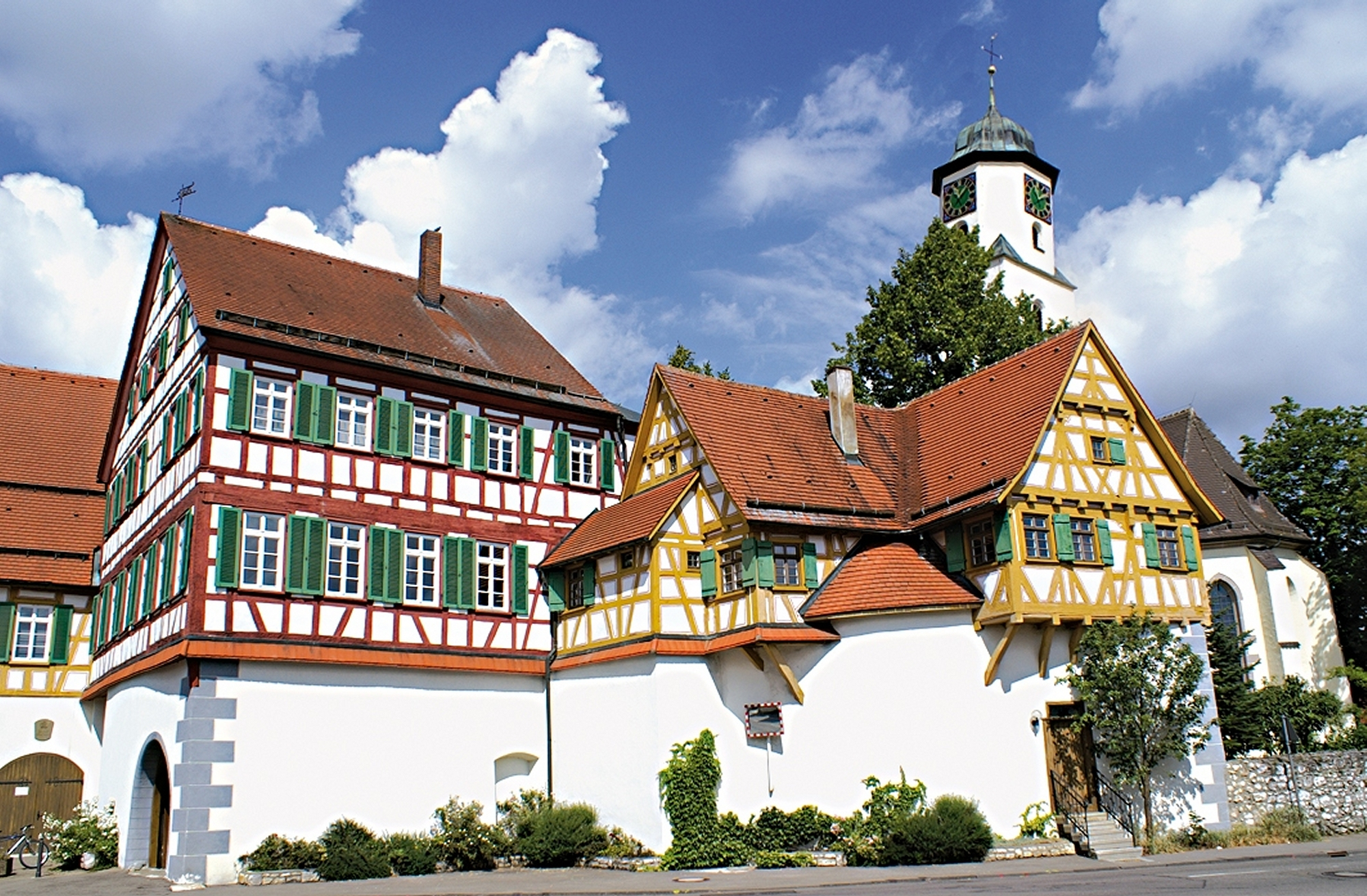
Iglesia fortaleza de Laichingen en los Alpes suabos.
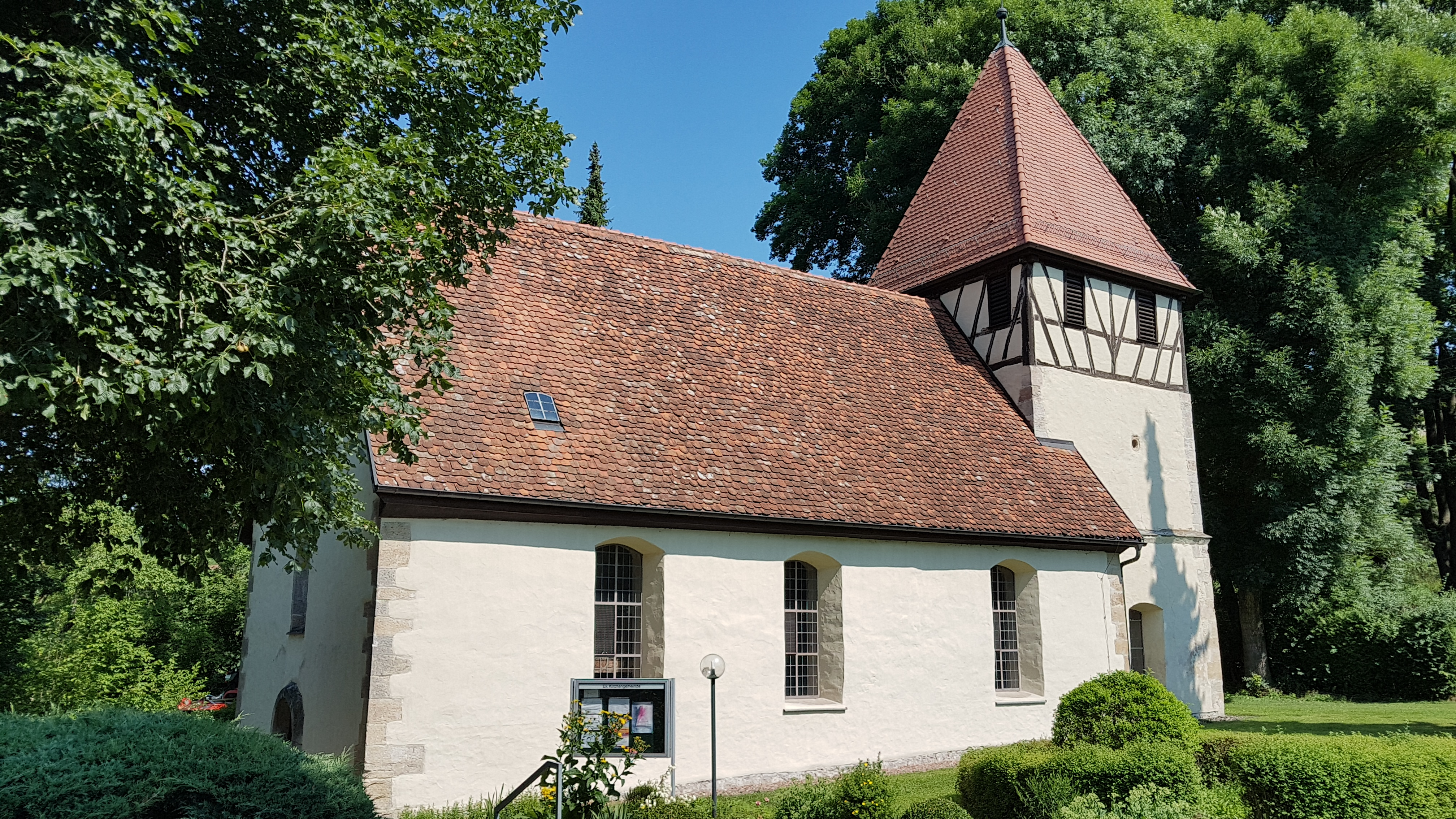
Iglesia fortifica de Oberschüpf.
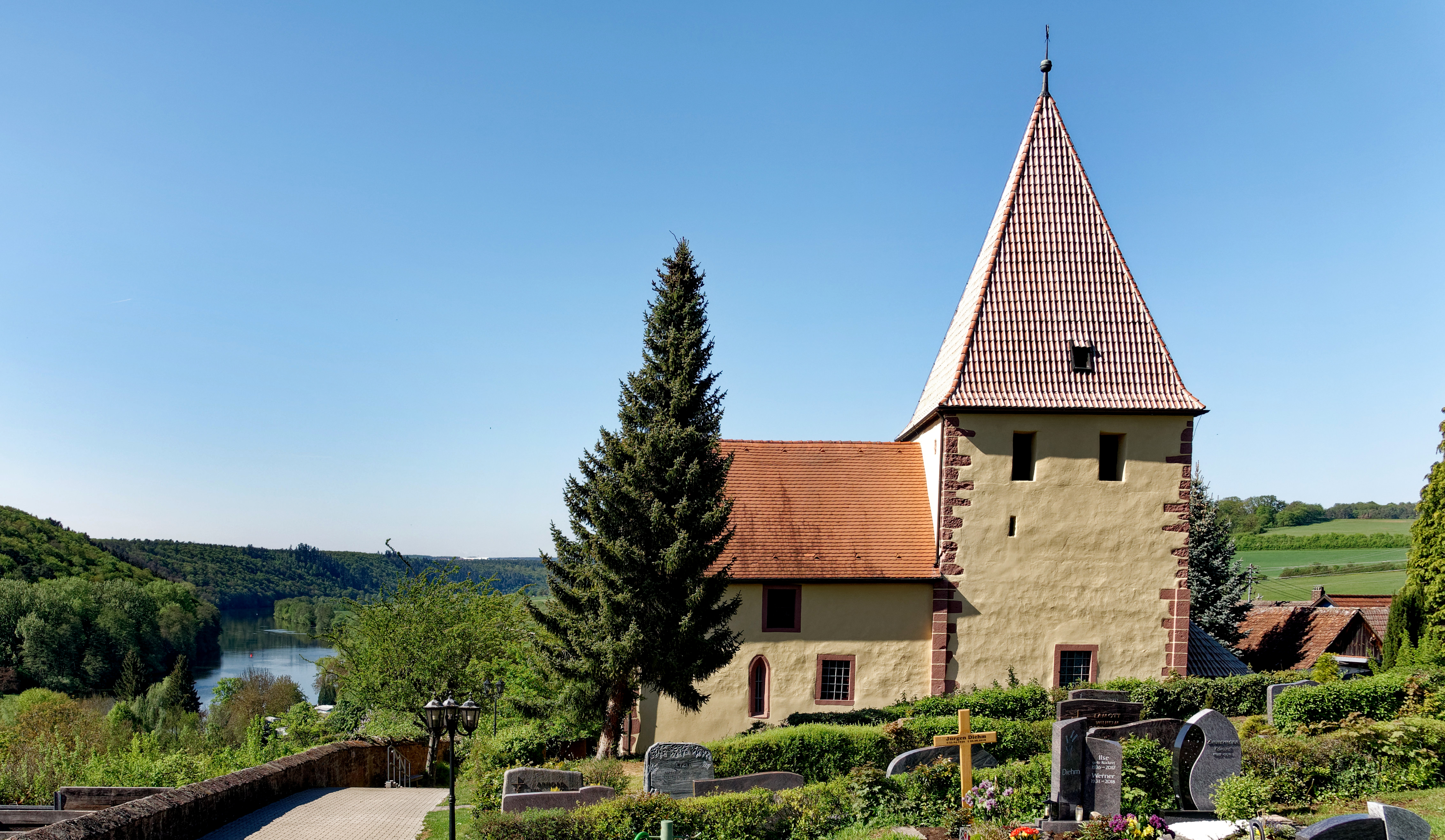
Iglesia fortificada de Urphar.
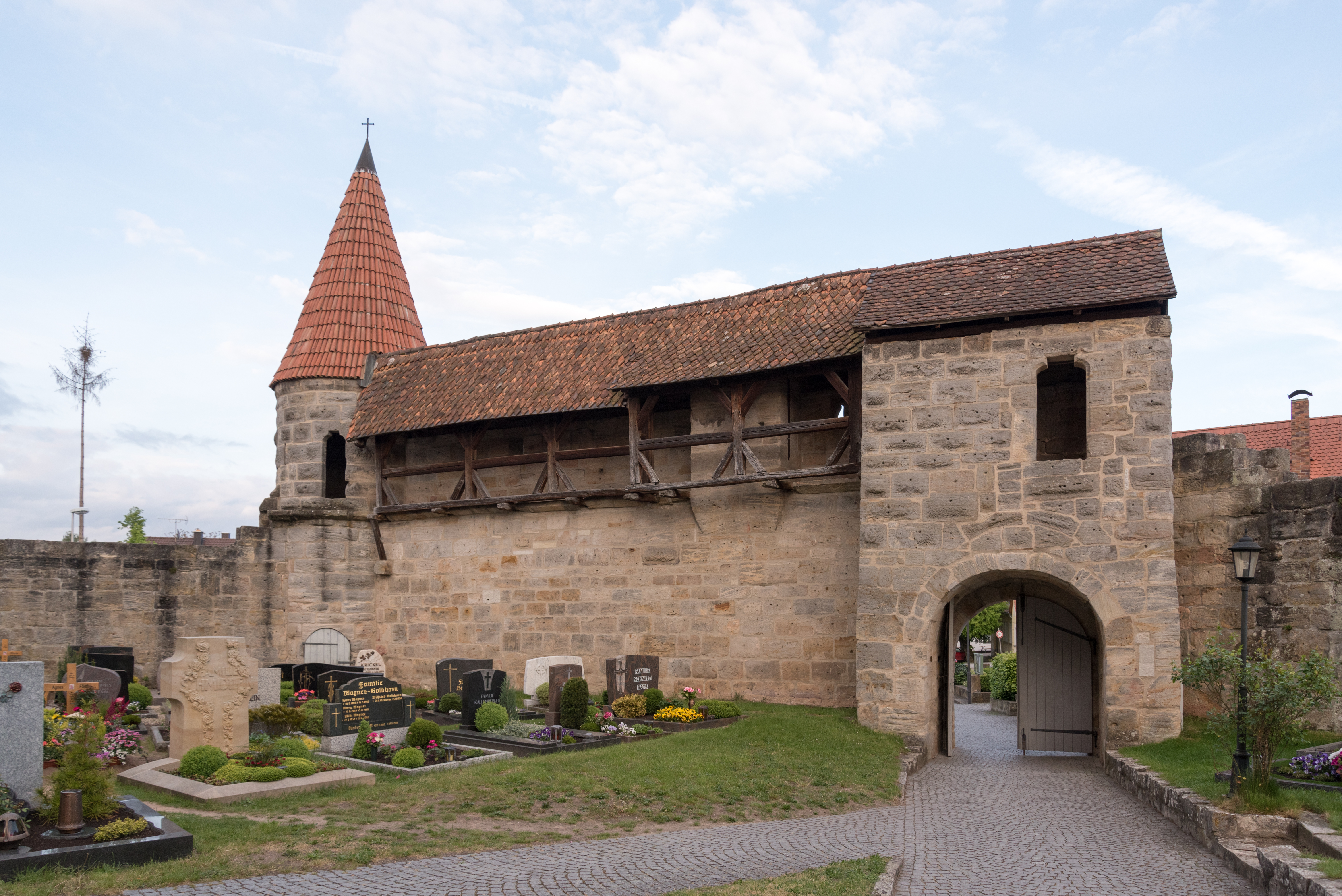
Effeltrich.
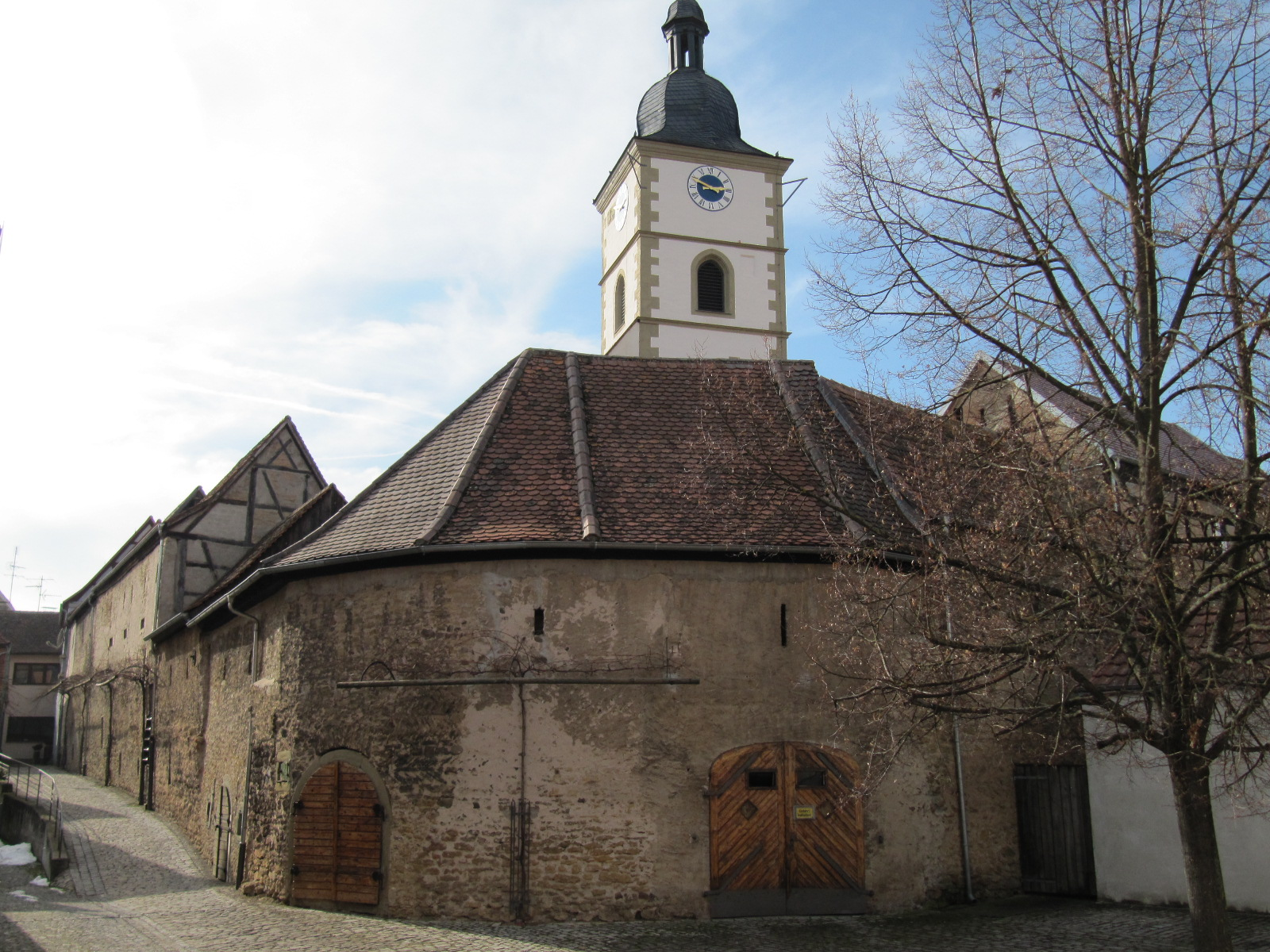
Iglesia fortaleza de Kleinlangheim.
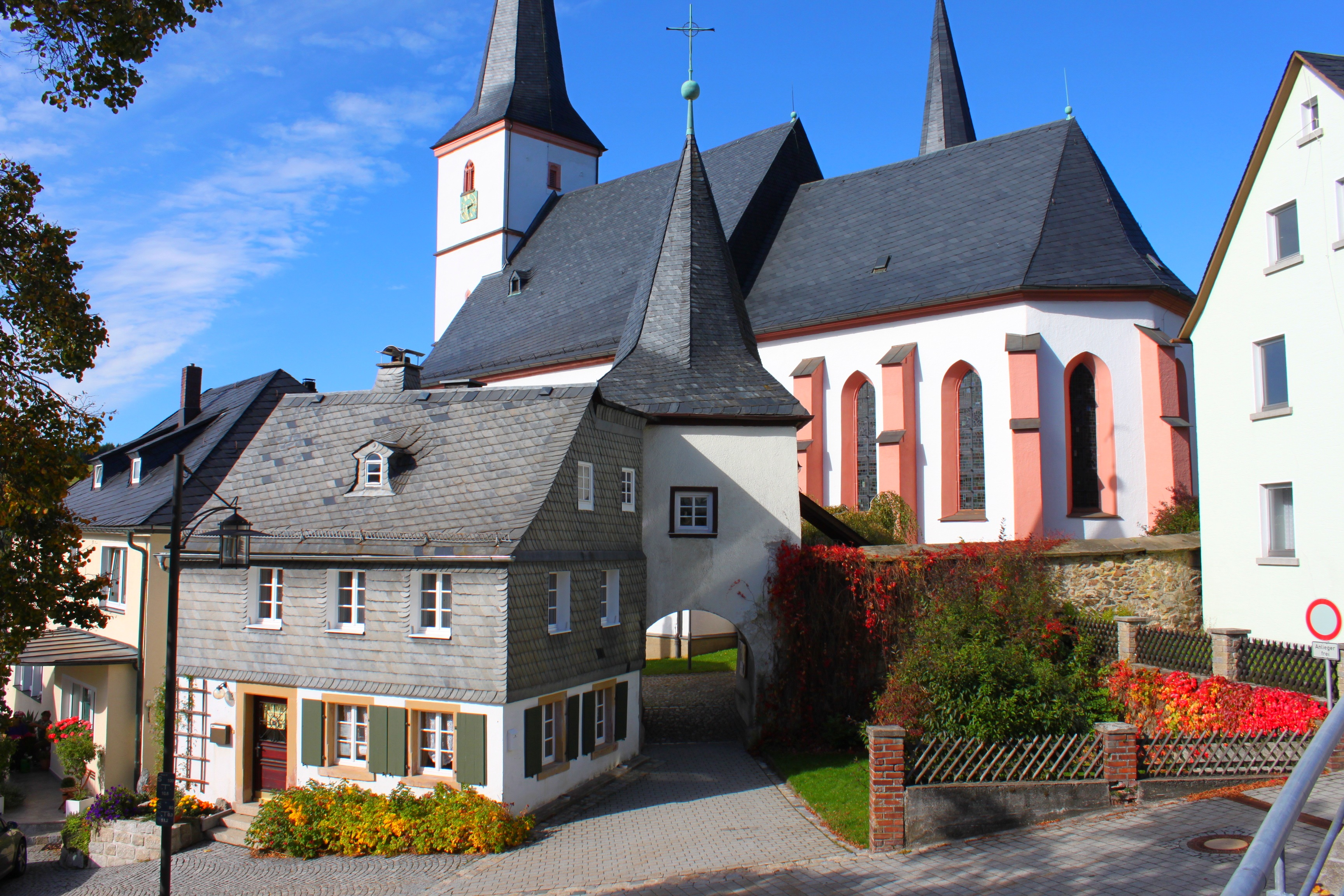
Iglesia fortaleza del Espíritu Santo de Grafengehaig.
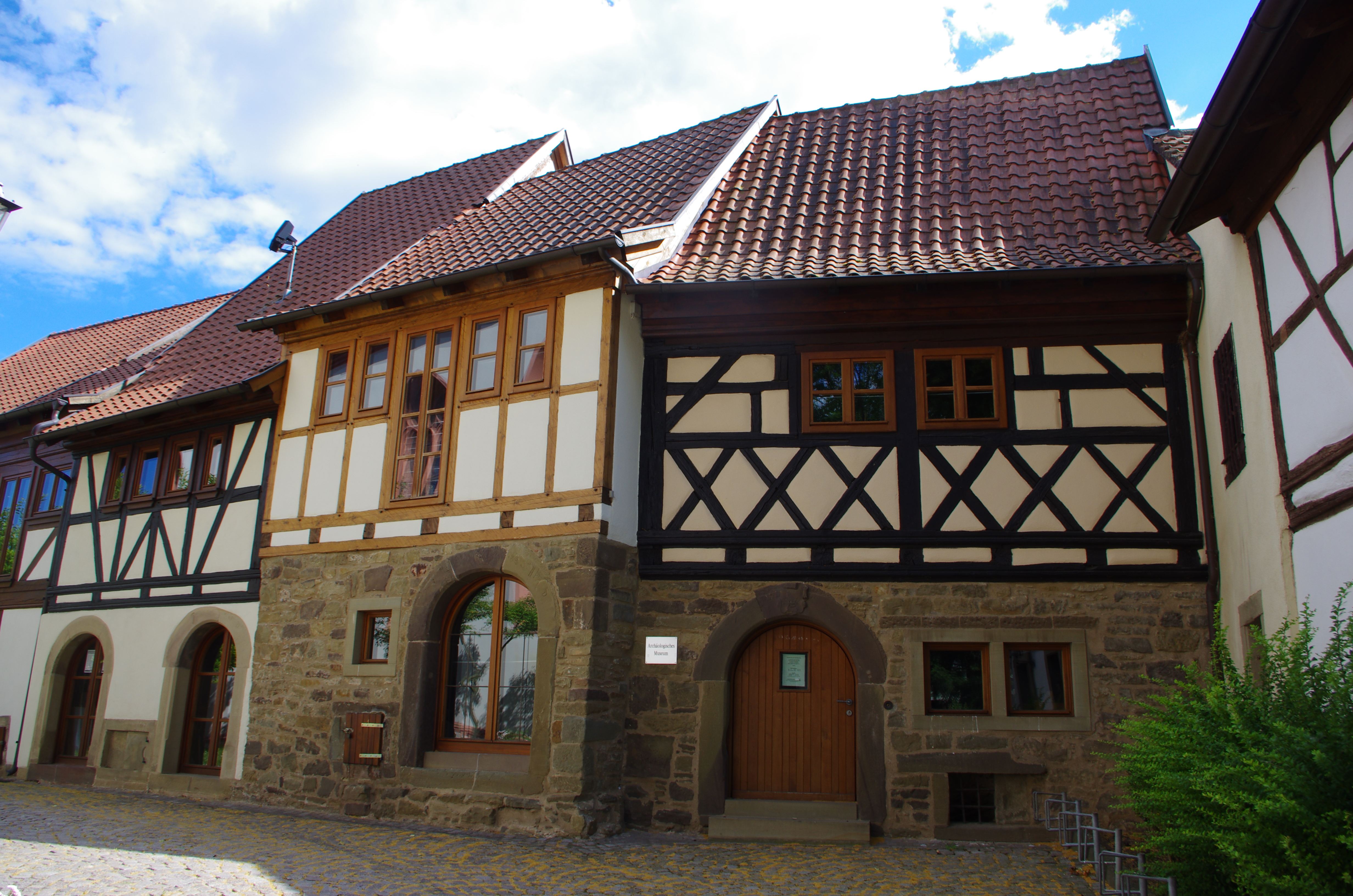
Gaden de la iglesia de Geldersheim.
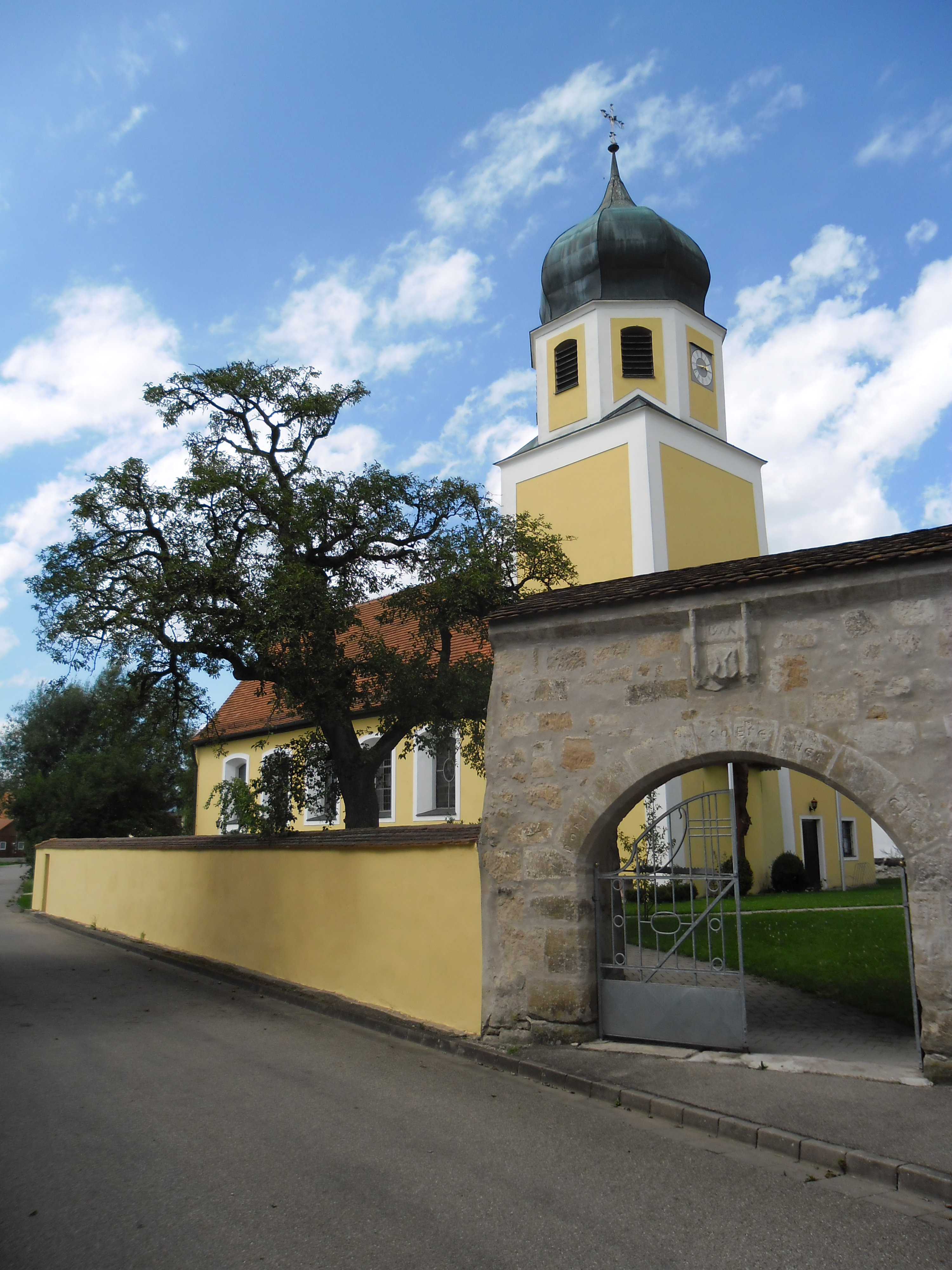
Iglesia de Santa María Magdalena de Cronheim.

### Luxemburgo
En el Gran Ducado de Luxemburgo se hallan varios ejemplos, como Echternach, donde la iglesia fue construida dentro de las murallas de origen romano existentes, y Luxemburgo, donde se conserva una de las torres del destruido monasterio de Altmünster

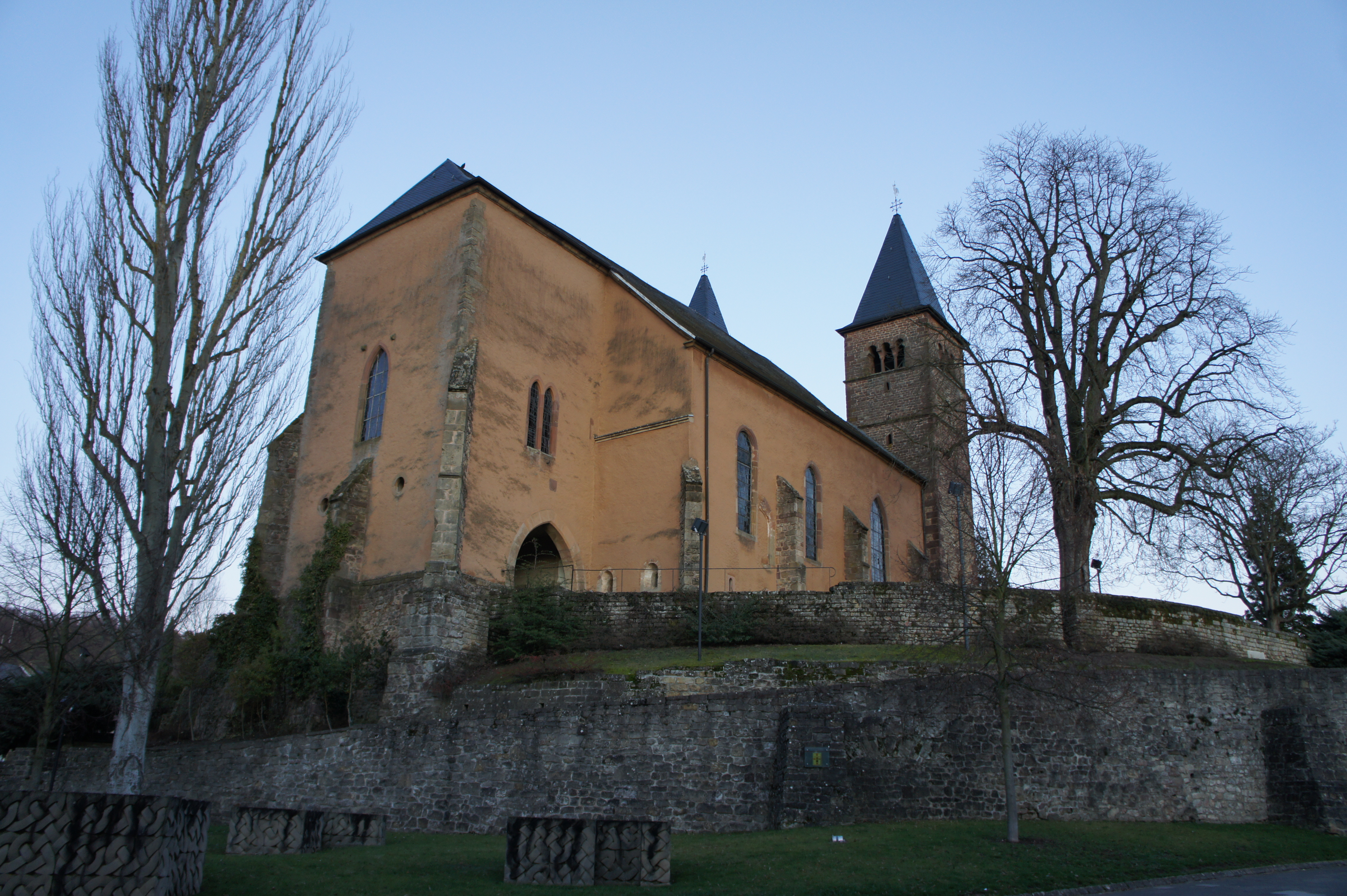
Iglesia de San Pedro y San Pablo de Echternach.
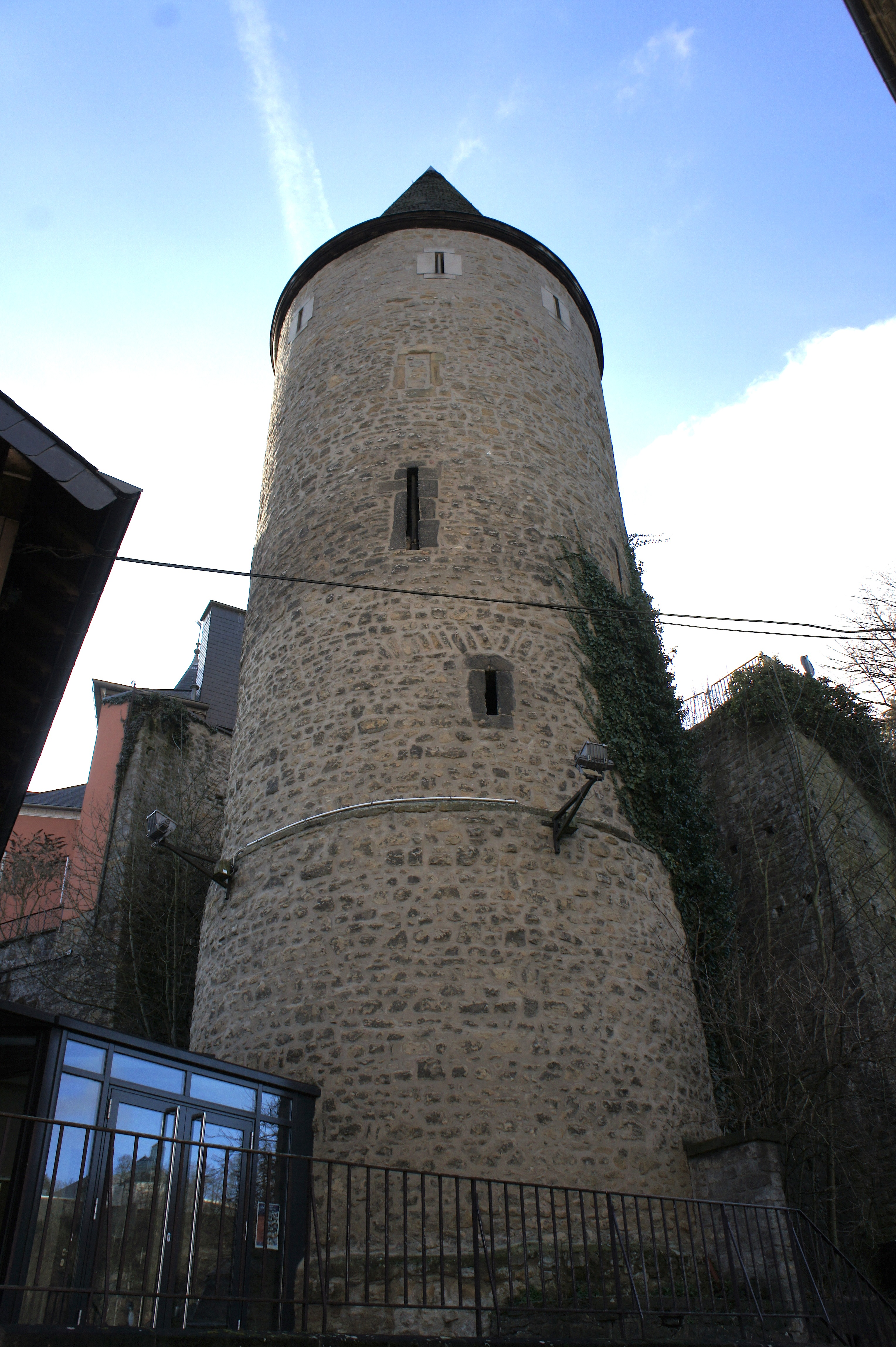
Turm des ehemaligen Klosters Altmünster, Luxemburgo.

### Austria
En Austria, las dos construcciones de este tipo más famosas son la iglesia de san Osvaldo de Eisenerz, en Estiria y la de Maria Saal, en Carintia.

### Suiza

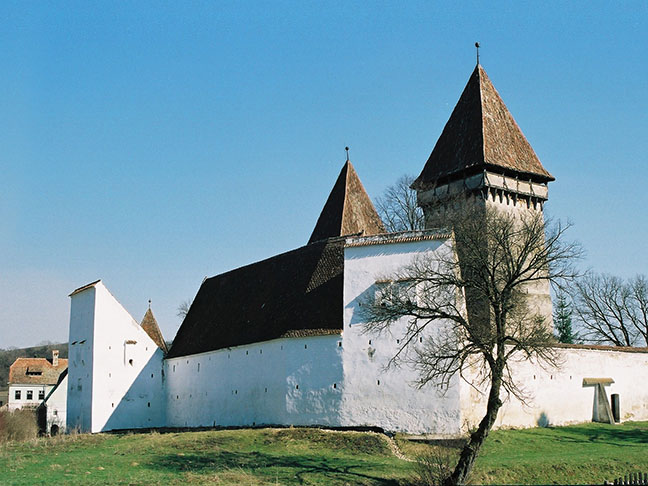
Schönberg, Sibiu, Rumanía.

En el cantón de los Grisones de Suiza, se halla el monasterio de San Juan de Müstair, Patrimonio de la Humanidad de la UNESCO. En el cantón de Basilea-Campiña puede verse la iglesia fortificada de san Arbogasto, en Muttenz, bajomedieval. En el del Valais, la basílica de Valère.

### Rumanía
De entre las 165 iglesias fortaleza de Transilvania, siete han sido declaradas Patrimonio de la Humanidad por la UNESCO.

### Serbia

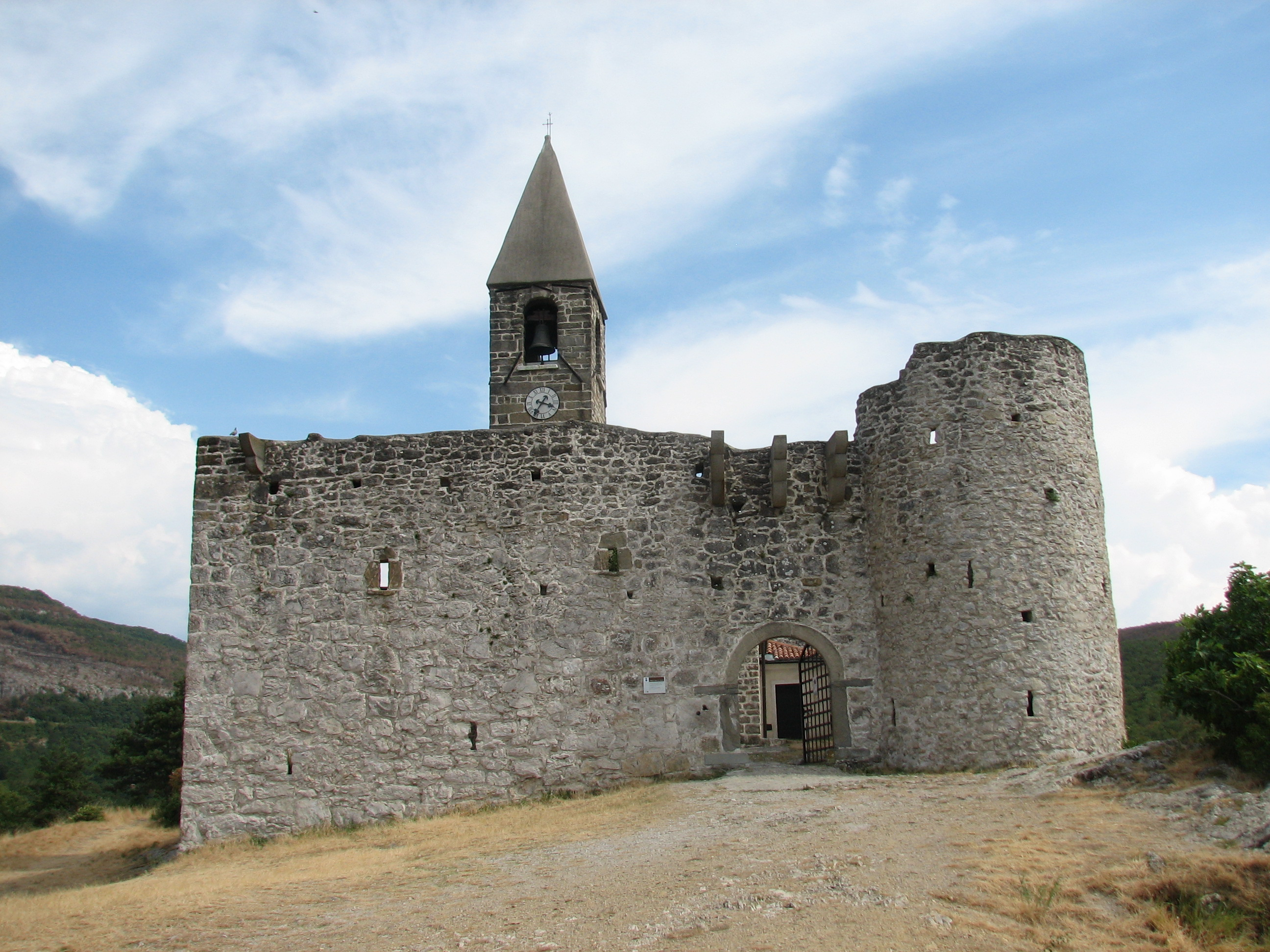
Iglesia de la Santísima Trinidad de Hrastovlje, Eslovenia.

El monasterio de Manasija, en Serbia, puede ser considerado una iglesia fortaleza.

### Eslovenia
La iglesia de la Santa Trinidad de Hrastovlje sirve de ejemplo de este tipo de arquitectura en Eslovenia.

### España
En España, como ejemplos de iglesia fortaleza se pueden mencionar las de Castielfabib o la de Vícar.

### Filipinas
Em Filipinas, los jesuitas construyeron en 1596 la Iglesia de Capul.